# 煉獄のエスクード
『煉󠄁獄のエスクード』 （れんごくのエスクード）は、貴子潤一郎による日本のライトノベル。イラストはともぞが担当している。富士見ファンタジア文庫（富士見書房）より2005年5月から2006年10月まで刊行された。さらの続編である『灼熱のエスクード』が同レーベルより2008年2月から2009年8月まで刊行された。

## 登場人物

### ESCUDE
魔族と対抗しうるべく何千年も戦い続けるキリスト教の裏にある秘密組織。
深津薫 （ふかつ かおる）
幼い頃に両親を亡くし、深津神父に引き取られ教会で育てられた。
外見は細面の女顔。性格は穏やかで優しいなど、学校には非公式ファンクラブがある程の人気。
神秘的な雰囲気を纏っており、あだ名が「牧師」である（本人は「神父」だと訂正している）。
ある日の学校帰りに同じく神父に引き取られた桂木真澄と共に神父に招集され、そこでゲートの向こう側に生きる魔族とそれに対抗する秘密組織「ESCUDE」の存在を知る。
千年前にバチカンにあるゲートを何者かの手により開け放たれ、それを閉じるために戦った騎士が使用していた退魔の剣「ブラディミール」に選ばれてしまった薫は、ゲートを閉じたままにしておける唯一の存在「レディ・キィ」を魔族の手から守るように命ぜられる。同時に、父親同然の神父から魔族に彼女が奪われるようならば躊躇うことなく殺せと。
一見普通の高校生だが神父から武術を習っていた事もあり、エージェントのリラフォードを組み伏せた際に「全く動けなかった」と言わしめるほどの腕力を持っている。また、剣道の試合で対戦相手の四人を一瞬で倒した事から剣術にも優れている。
レディ・キィの持つ残酷な運命をレイニーから聞かされた際に、「もし彼女を手にかけなければならないときが来たら、その責任はずっと背負う」と誓い、レイニーに覚悟を認められる。
当初、真澄は同時に引き取られた義兄弟であると思われていたが、それはブラディミールの剣士に選ばれてしまった幼い薫を巻き込みたく無いゆえに実の兄弟であることを隠した真澄の計らいである。
両親やそれ以前の記憶がないのは、薫が両親を食い殺された事により精神に異常をきたしかけ、廃人になる事を恐れた深津神父と真澄がクラウディアに依頼し記憶を封印したためである。
レイニーから「真澄と薫は同じ血の匂いがする」といわれたことから封印がとけ、記憶を取り戻す。
ソフィアの遺言である「レイニーの心の支えになって」を守るべく、次のレディ・キィが見つかるまで自分に戦いを教えて欲しいとレイニーに進言する。
上記のことから、本名は「桂木薫」であるが、以後ももう一人の父の名を使わせてもらうと決める。
レイニー
鮮血のような赤い髪に男物のスーツを着た美女。何千年もの時を生きる魔族。
常に無表情で冷え切った口調で喋る。冷酷ともいえる性格で何事にも興味、関心を抱かない。
魔族の身でありながら歴代のレディ・キィを守り続けた、レディ・キィの全てを知る女性。
「殺戮のレイニー」「裏切り者レイニー」「鍵の番人レイニー」など、様々な渾名で呼ばれ、作中では「殺戮」と「番人」をよく使用される。
極細の糸につないだ金属の錐のようなものを巧みに操り、人間を遥かに凌駕した使徒を一瞬で屠る強さを持つ。
昼間は片時もレディ・キィ（ソフィア）の側から離れはしないが、太陽が沈むと同時に毎夜姿を消す。
その名の通り、「RAINY DAY（雨降りの日）」のような女性で、自分が誰かと約束をすると必ずその日は雨が降るため、自分の名はげんが悪いと思っている。多少なりとも本人はそれを気にしているらしく「呪われた雨女レイニー。それがわたしさ」と発言している。その時に見せた女性的で素敵な笑顔は、薫には泣いているようにしか見えなかった。
魔族には広く顔を知られているためソフィアが町を歩く際には遠くから見守っている。
その正体は、ただ一人、魔族を統べる頂点であるグラン・マスターの牙を受けながら、契約の途中で踏みとどまり続けている人間。契約を終えぬ使徒が最も苦痛と快楽を感じる夜は、誘惑に負けソフィアを殺してしまわぬように側を離れていたのだった。このことを知っているのはソフィアだけだったが、ソフィアが自決した際に薫に話したため、現在は薫だけが知っている。
また、千年前にゲートを閉じるために自らの命を捧げた妹との約束である「二度とゲートを開かせないで」の為に千年間もの長きにわたり戦い続けている。
魔族には名字はないとされていたが、ソフィアが話した事で薫はレイニーに本名を聞き出した。
千年前にある騎士は、ある剣を使ってゲートを閉じたという歴史は妙な具合に歪んでしまい、人物名が剣の名になりそちらだけが残ってしまった。つまり、彼女の本名は「レイニー・ブラディミール」である。本人は「ESCUDEの者たちが知らず知らずの内にわたしの名を口にしていた事を少しだけ楽しんでいた」という。
後にソフィアの死後レディ・キィとしての役割がやってくる。
ソフィア・リヴィエール
金髪の豊かな髪を持つ11歳の美少女。
ゲートを閉じたままにしておける唯一の存在である「レディ・キィ」である。
黙っていれば人形のようだが、口を開けば我侭、意地っ張り、お転婆な歳相応の姿が見られる。
民族紛争が絶えない、世界から見放された廃れた村で生まれ育ち、8歳の時に伝染病検査と名目を打った、レディ・キィを探すバチカンの医療団が発見し、その後保護された。以後、ほとんどの時間をバチカンの奥深くの小部屋で過ごしていた。
バチカンに保護されて以来心を閉ざしたままだったが、一年後にレイニーと打ち明け、今では親密な関係である。誰よりもレイニーを信頼しており、そして昔自分を生き残らせるために飢えて死んだ姉と重ねて見ている。
レイニーを「もう一人のお姉ちゃん」と思い、何度もレイニーと一緒に暮らしたいという言葉が喉から出かけた。
五つ目のゲートの施錠を依頼されるが、いざゲートに来ると「ゲートを閉じるには時間が必要。だから二日後に延期」と告げリラフォードを苛付かせた。
エスクードの人々を嫌っているような素振りを見せているが、逆に嫌われるように振舞っているのではないかと薫に指摘され、「優しすぎて厭味な奴」と言い、レイニー以外に打ち明けなかった家族の話を聞かせる。
誰にもゲートを閉じるのに時間が必要という話を信じてもらえなかったが、エスクードの本部が機能を失い死者を出したのは、馬鹿な事を言って施錠を延期したソフィアのせいだとギーエンとリラフォードに罵られた際に、唯一、薫だけはソフィアの話を信じ二人を鎮めた。
施錠を延期したのは、二日後に12歳の誕生日が来るその日まで生きていたかったため。
姉であるジェネヴィエーヴが11歳の幼さで死んだのは自分のせいだと引きずっていたゆえに、一年でも多く姉よりも生き、「お姉ちゃんのお陰で私は此処まで生きられたよ」と告げたかったため。
アルフェルムに捕らわれたのち、レイニーや薫の目の前でナイフを自分の胸に突き刺した。
レイニーに「誕生日おめでとう」と言われると堪えていた涙がこぼれ出し、二人に自分の命でゲートを閉じてくれと願う。
ゲートに施錠する際には、レイニーにもっと笑ったほうが良いと伝えてと薫に告げ、「ありがとう、お姉ちゃん」と言い残し、12歳になった数分後に死去した。
遺体はレイニーに預けられたのち、故郷である村に埋葬される。
桂木真澄（かつらぎ ますみ）
桂木薫の実の兄だが幼いころに両親を殺されたので弟の記憶をクラウディアに封印してもらい、薫には真澄さんと呼ばれている。教皇のエクシードのメンバーだが魔術協会に出向しており、クロウディアに魔術を教わっているので、周りから下法使いと呼ばれている。第1巻にて白銀のアルフェルムに噛まれ、魔族の使徒となる。
深津神父（ふかつしんぷ）
シド・ギーエン
パンクだと主張するトゲトゲ頭の愉快な奴で真澄より一つ上17また18歳。高校退学最短記録を持つ。元はイギリス出身の民間人だが本編の2年前ぐらいに親友が使徒となり、その使途を殺してしまったのでイギリスでは指名手配となる。事件後、ヴァチカンにわたりエスクードのメンバーとなる。琉球武術の武器サイを使う
ジェイミー・リラフォード

### 魔族（エビル・レイス）
ゲートの向こう側に存在する人ならざる生物。ヒトを遥かに凌駕する身体能力を持っており、人間を家畜としか思っていない。頂点のグラン・マスターと、魔族の上の存在である12人のロードと一般の魔族が存在する。人間の世界に取り残されてしまったロードは3人のみである。ちなみに白銀のアルフェルムとトロワヌスと真紅の貴婦人アロマの三人である。アロマはトロワヌスとある魔術師によって13世紀に封印されてしまっていたが、灼熱のエスクードで封印が解けた。その際にトロワヌスはアロマによって粛清されている。
アルフェルム
トロワヌス
アロマ
ディゼッサンド

## 用語
エスクード
カトリックの総本山・ローマの教皇庁にある秘密組織のこと。キリスト教の布教の裏で、魔族（エビル・レイス）と何千年もの間、戦い続けている。 エスクード(ESCUDE) は、スペイン語で “盾” を意味する。

## 朗読ボイス
- 携帯サイト『FUJIMIオールスターズ』（エンターブレイン）では朗読ボイスという、作品から選りすぐったシーンを声優が朗読し4、5分程度のボイスデータが無料で配信されていた。煉󠄁獄のエスクード3 RHYTHM RED BEAT BLACKの内容で、男性ボイスの担当は山本圭一郎、女性ボイスの担当は出野明日香[2]

## 既刊一覧

### 煉獄のエスクード
- 貴子潤一郎（著）・ともぞ（イラスト）、富士見書房〈富士見ファンタジア文庫〉、全4巻
  - 『煉獄のエスクード RAINY DAY & DAY』、2005年5月20日発売[3]、ISBN 4-8291-1716-8
  - 『煉󠄁獄のエスクード2 The Song Remains The Same』、2005年9月17日発売[4]、ISBN 4-8291-1757-5
  - 『煉󠄁獄のエスクード3 RHYTHM RED BEAT BLACK』、2006年2月18日発売[5]、ISBN 4-8291-1801-6
  - 『煉󠄁獄のエスクードARCHIVES だけど綺麗なものは天国には行けない』、2006年10月20日発売[6]、ISBN 4-8291-1869-5

### 灼熱のエスクード
- 貴子潤一郎（著）・ともぞ（イラスト）、富士見書房〈富士見ファンタジア文庫〉、全4巻
  - 『灼熱のエスクード MATERIAL GIRL』、2008年2月20日発売[7]、ISBN 978-4-8291-3265-4
  - 『灼熱のエスクード2 LADY STARDUST』、2008年7月19日発売[8]、ISBN 978-4-8291-3311-8
  - 『灼熱のエスクード3 I WILL CATCH U』、2008年12月20日発売[9]、ISBN 978-4-8291-3362-0
  - 『灼熱のエスクード4 DADDY,BROTHER,LOVER&LITTLE BOY』、2009年8月20日発売[10]、ISBN 978-4-8291-3435-1